# هاي بيك (دائرة انتخابية في المملكة المتحدة)
هاي بيك (بالإنجليزية: High Peak)‏ هي إحدى الدوائر الانتخابية في المملكة المتحدة الممثلة في مجلس العموم في برلمان المملكة المتحدة.
عضو البرلمان الذي يمثلها حالياً هو :Tom Levitt (Lab).